# Kap Kinsey
Das Kap Kinsey ist ein eisbedecktes Kap an der Oates-Küste des ostantarktischen Viktorialands. Es markiert westlich der Zunge des Tomilin-Gletschers die östliche Begrenzung der Einfahrt von der Somow-See in die Davies Bay. 
Entdeckt wurde es von Leutnant Harry Lewin Lee Pennell, Schiffsführer der Terra Nova während der gleichnamigen Antarktisexpedition (1910–1913) unter der Leitung des britischen Polarforschers Robert Falcon Scott. Benannt ist es nach dem Schiffereiunternehmer Joseph James Kinsey (1852–1936), offizieller Repräsentant dieser Forschungsreise im neuseeländischen Christchurch.